# 튀르카임
튀르카임(프랑스어: Turckheim, 프랑스어 발음: [tyʁkaim], 독일어: Türkheim 튀르크하임[*], 알레만어: Tercka)는 프랑스 동북부 그랑테스트의 오랭주의 코뮌이다. 보주산맥의 동쪽에 있는 콜마르 서쪽에 위치한다.